# 莱西尼亚诺-德巴尼
莱西尼亚诺-德巴尼（義大利語：Lesignano de' Bagni），是意大利艾米利亚-罗马涅大区帕尔马省的一个市镇。总面积47平方公里，人口4693人，人口密度99.9人/平方公里（2009年）。ISTAT代码为034019。